# هاسگاوا ۳۲۲۷
سیارک ۳۲۲۷ (به انگلیسی: 3227 Hasegawa، نامگذاری:1928DF) سه هزار و دویست و بیست و هفتمین سیارک کشف شده‌است که در ۲۴ فوریه ۱۹۲۸ و در هایدلبرگ کشف شد.
قدر مطلق سیارک برابر ۱۲٫۵۰ است.